# Don Bluth
Don Bluth, né le 13 septembre 1937 à El Paso au Texas, est un réalisateur, animateur, producteur et scénariste américain. 
Il commence sa carrière chez Disney en tant qu'animateur sur des classiques comme La Belle au bois dormant (1959) et Robin des Bois (1973). Il quitte le studio en 1979 pour fonder sa propre société, Don Bluth Productions, avec d'autres anciens animateurs de Disney. 
Il est surtout connu pour ses films d'animation, parmi lesquels Brisby et le Secret de NIMH (1982), Fievel et le Nouveau Monde (1986), Le Petit Dinosaure et la Vallée des merveilles (1988), Rock-O-Rico (1991), Poucelina (1994) et Anastasia (1997), ayant remporté un grand succès. La majeure partie de l'œuvre de Don Bluth se fonde sur les thèmes de l'amitié et de la fraternité.
Outre ses films, il s’illustre dans le domaine des jeux vidéo avec des titres interactifs novateurs comme Dragon's Lair (1983) et Space Ace (1984), qui intègrent des séquences animées de haute qualité dans le gameplay, ouvrant de nouvelles perspectives pour l’animation dans les médias numériques.

## Biographie

### Jeunesse
Deuxième enfant d'une famille qui en compte sept, il grandit dans un milieu très marqué par l'art. À 6 ans, il se découvre une vocation de dessinateur en voyant Blanche-Neige et les Sept Nains.
Dès ce moment, le dessin devient sa priorité absolue. En 1954, sa famille déménage à Santa Monica en Californie où il passe toute son adolescence.

### 1955-1968: Débuts chez Disney, retour aux études
En 1955, il se présente avec son portfolio aux studios Disney de Burbank : il est engagé comme intervalliste pour participer à l'élaboration de La Belle au bois dormant tout en poursuivant ses études de littérature anglaise.
Après une mission en Argentine pour l'Église de Jésus-Christ des saints des derniers jours, Don Bluth revient en Californie, monte un théâtre à Santa Monica avec son frère Frederick, le Bluth Brothers Theater dans lequel il produit des comédies musicales. Pendant trois ans, ils ont produit des talents locaux, Don assurant l'accompagnement au piano. Cependant, il décide rapidement de retourner à ses premières amours : après avoir obtenu son diplôme de littérature anglaise, il se lance à nouveau dans l'animation.
En 1968, il est engagé au département « layout » des studios de télévision de Los Angeles, dont il devient rapidement directeur.

### 1971-1979: Retour chez Disney et démission
De 1971 à 1979, il est animateur aux Studios Walt Disney, travaillant sur les films Robin des Bois, Les Aventures de Bernard et Bianca, Peter et Elliott le dragon et Rox et Rouky. Durant cette période, Bluth se plaint régulièrement des coupes budgétaires menées par la direction de Disney. Durant la production des Aventures de Bernard et Bianca, un groupe d'animateurs se voit confier la production de Rox et Rouky (1981). Don Bluth responsable du film prend cela pour un camouflet dans son ascension hiérarchique et convainc ses proches collaborateurs dont John Pomeroy de démissionner à partir 13 septembre 1979, date de son anniversaire. Ce départ, que Leonard Maltin qualifie d'exode, est une source importante d'embarras pour le studio à l'époque, ayant été massivement couvert par la presse. Il obtient l'aide financière de Richard Irvine et James Stewart, deux anciens responsables de Disney.
Inspiré par les classiques Disney, Bluth s'associe à deux autres animateurs Disney, Gary Goldman et John Pomeroy et le trio décide d'appeler leur groupe Don Bluth Productions. Dès 1973, Don, Gary et John avaient réunis le matériel pour pouvoir écrire et diriger leur premier dessin animé. Après deux ou trois faux départs, le tournage débute en 1975 dans le garage de Bluth, occupant les week-ends et les nuits des trois hommes. Ils veulent ressusciter l'esprit des classiques Disney qu'ils ne retrouvent plus aux Studios Disney.

### 1979-1986: Don Bluth Productions
Après environ cinq ans d'efforts, c'est en 1979 que le trio achève sa première production. Le fruit de leur travail, Banjo, le chat malicieux (1979) reçoit de nombreux prix dont le Prix d'excellence du National Advisory Board.
Ce succès attire les investisseurs qui proposent aux trois hommes de financer leur premier long-métrage. Ils démissionnent donc des studios Disney[réf. nécessaire] et choisissent d'adapter le roman de Robert C. O'Brien, Madame Brisby et le Secret de NIMH : en 1982, Brisby et le Secret de NIMH sort sur les écrans. Cependant, le succès de Brisby est mesuré et le secteur de l'animation ne se porte pas au mieux : sans projets, Don Bluth Productions est au bord de la faillite[réf. nécessaire].
En 1983, Bluth, Goldman et Pomeroy fondent Bluth Group et créent des jeux vidéo à succès comme le célèbre Dragon's Lair ou Space Ace, mais le secteur du jeu vidéo en crise ne leur permet pas de réaliser une suite[réf. nécessaire].
Cette période sombre a cependant permis à Don de rencontrer Morris Sullivan (en), un investisseur qui croit en l'avenir du dessin animé classique et de l'animation traditionnelle. Ils fondent ensemble les Sullivan Bluth Studios et négocient avec Steven Spielberg la mise en chantier d'un nouveau long-métrage : Fievel et le Nouveau Monde obtient un grand succès en salles comme en vidéo.

### 1986-2000: studio irlandais et fin de carrière

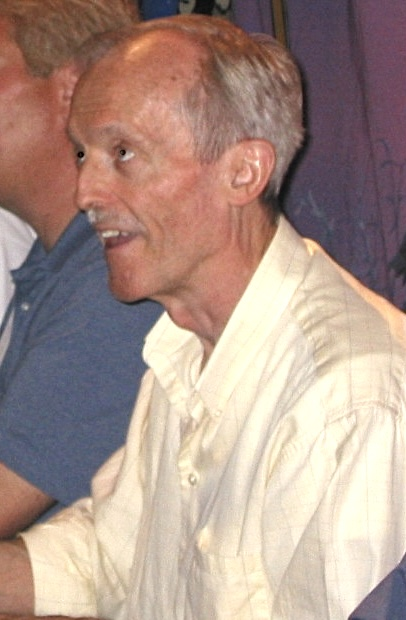
Don Bluth en 2006.

En 1986, Bluth négocie avec le gouvernement irlandais et transfère son studio en Irlande, où il crée le plus grand et le plus moderne complexe d'animation en Europe.
Par la suite, le succès des productions de Don Bluth ne se dément pas, avec notamment Le Petit Dinosaure et la Vallée des merveilles en 1988, produit par Steven Spielberg et George Lucas, Charlie en 1989, Poucelina en 1994 et Anastasia en 1997. Il a collaboré pour la quasi-totalité de ces films avec son collègue de toujours, Gary Goldman.
Après avoir collaboré deux fois avec Judith Barsi - sur Le Petit Dinosaure et la Vallée des merveilles et Charlie -, Don Bluth a affirmé vouloir pérenniser ces liens professionnels en l'engageant dans toutes les futures suites de ces deux films. L'assassinat de Judith par son propre père avant-même la sortie de ces films ne lui en laissera malheureusement pas l'occasion.
En 2000, il réalise Titan A.E., son dixième long-métrage pour le cinéma (Bartok le Magnifique est sorti un an plus tôt directement en vidéo), qui est également son dernier. Effectivement, bien que jugé novateur et bénéficiant d'une réalisation soignée, s'agissant d'un mélange d'infographie et d'animation traditionnelle en 2D, le film fut un échec financier, et entraîna la fermeture de Fox Animation Studios.

## Filmographie

### Comme animateur
- 1959 : La Belle au bois dormant, assistant animateur
- 1963 : Merlin l'Enchanteur, assistant animateur
- 1973 : Robin des Bois, animateur (Robin des Bois)
- 1974 : Winnie l'ourson et le Tigre fou (Coco Lapin)
- 1977 : Les Aventures de Bernard et Bianca, directeur de l'animation (Bernard et Bianca)
- 1977 : Peter et Elliott le dragon, directeur de l'animation (Eliott)
- 1977 : Les Aventures de Winnie l'ourson, animateur (Coco Lapin)
- 1980 : Xanadu, animateur
- 1981 : Rox et Rouky, animateur

### Comme réalisateur

#### Courts métrages
- 1978 : Le Petit Âne de Bethléem (The Small One)
- 1979 : Banjo, le chat malicieux (Banjo, The Woodpile Cat)

#### Longs métrages
- 1982 : Brisby et le Secret de NIMH (The Secret of NIMH)
- 1986 : Fievel et le Nouveau Monde (An American Tail)
- 1988 : Le Petit Dinosaure et la Vallée des merveilles (The Land Before Time, Petit-Pied le dinosaure en version québécoise)
- 1989 : Charlie (All Dogs go to Heaven, Tous les chiens vont au Paradis en version québécoise)
- 1991 : Rock-O-Rico (Rock-A-Doodle)
- 1994 : Poucelina (Thumbelina, Poucette en version québécoise)
- 1994 : Le Lutin magique (A Troll in Central Park)
- 1995 : Youbi, le petit pingouin (The Pebble and the Penguin)
- 1997 : Anastasia
- 1999 : Bartok le Magnifique (Bartok The Magnificient) (DTV)
- 2000 : Titan A.E.

### Jeux vidéo
- 1983 : Dragon's Lair
- 1984 : Space Ace
- 1991 : Dragon's Lair II: Time Warp